# Halte de Limoux-Flassian
Ne doit pas être confondu avec Gare de Limoux.
La halte de Flassian est une halte ferroviaire française de la ligne de Carcassonne à Rivesaltes, située dans le quartier Flassian de la ville de Limoux, dans le département de l'Aude en région Occitanie.
Elle est mise en service en 1985 par la Société nationale des chemins de fer français (SNCF), elle est desservie par des trains TER Occitanie.

## Situation ferroviaire
Établie à 165 mètres d'altitude, la halte de Limoux-Flassian est située au point kilométrique (PK) 371,870 de la ligne de Carcassonne à Rivesaltes, entre les gares ouvertes de Pomas et de Limoux. En direction de Pomas, s'intercalait l'ancienne gare de Cépie.

## Histoire
En 1985 des travaux ont lieu afin de permettre le franchissement par un pont-rail d'une nouvelle voie créée pour desservir un centre commercial dans le quartier de Flassian à Limoux. La Société nationale des chemins de fer français (SNCF) coordonne ce chantier avec celui de la création de la halte ferroviaire de Limoux-Flassian prévue pour la desserte d'un lycée.

## Fréquentation
De 2015 à 2023, selon les estimations de la SNCF, la fréquentation annuelle de la gare s'élève aux nombres indiqués dans le tableau ci-dessous.
| Année               | 2015  | 2016  | 2017  | 2018  | 2019  | 2020  | 2021  | 2022  | 2023  |
| ------------------- | ----- | ----- | ----- | ----- | ----- | ----- | ----- | ----- | ----- |
| Nombre de voyageurs | 4 224 | 2 040 | 2 020 | 1 621 | 3 796 | 4 693 | 7 261 | 8 990 | 9 719 |

## Service des voyageurs

### Accueil
Halte SNCF, c'est un point d'arrêt non géré (PANG) à entrée libre. Elle dispose d'un abri de quai.

### Desserte
Limoux-Flassian est desservie par des trains TER Occitanie circulant entre Carcassonne et Limoux.

### Intermodalité
Un parc pour les vélos et un parking pour les véhicules y sont aménagés. 
Des cars TER Occitanie complètent la desserte de la gare avec une ligne de Carcassonne à Quillan, via Limoux.